# Wölfling
Der Begriff Wölflinge (in der Schweiz Wölfe) bezeichnet in der Pfadfinderbewegung die Altersstufe der meist sieben- bis elfjährigen Kinder.

## Methode
Grundlage der Wölflingsarbeit sind die Dschungelbücher von Rudyard Kipling. Wie Mogli in das Wolfsrudel, wird das Kind in die Wölflingsgruppe (meist ebenfalls als Rudel oder Meute bezeichnet) aufgenommen und muss sich dort zunächst zurechtfinden. Später erhält es kleinere Aufgaben in der Gruppe, hilft anderen Kindern bei der Eingewöhnung und muss schließlich sein Rudel verlassen, wenn es in die Pfadfinderstufe wechselt – so wie Mogli sein Rudel verlässt, um in die Welt der Menschen zurückzukehren.
Zahlreiche Begriffe und Ereignisse aus den Dschungelbüchern wurden in die Wölflingsarbeit integriert oder bilden die Grundlage für die dort verwendeten Rituale. So wird die örtliche Wölflingsgruppe (meist 15 bis 30 Kinder) als „Meute“ bezeichnet, die wiederum in „Rudel“ aus 6 bis 10 Kindern unterteilt ist. Der Gruppenleiter heißt in Anlehnung an den Leitwolf oft Akela, weitere Gruppenhelfer werden Baghira, Balu oder Hathi genannt. Vor dem meist feierlich gestalteten Wechsel in die Sippen, die Kleingruppen der Pfadfinderstufe, steht häufig der „Sprung über das Feuer“, der auf Moglis Konflikt mit dem Tiger Shir Khan aufbaut, nach dem auch Mogli in die Welt der (erwachsenen) Menschen zurückkehrt.
Im Gegensatz zum stark handlungsbezogenen Learning by doing der eigentlichen Pfadfinderstufe steht in der Wölflingsarbeit das spielerische Lernen im Vordergrund. Die Kinder werden auf spielerische Art und Weise mit ihrer Umgebung vertraut gemacht und ihre Fähigkeiten so entwickelt und gefördert. Dennoch finden sich in der Wölflingsarbeit zahlreiche aus der Pfadfindermethode übernommene Elemente wie beispielsweise das System der kleinen Gruppe oder Wölflingsgruß und -gesetz (in Anlehnung an Pfadfindergruß und -gesetz).

## Geschichte
Die Wölflingsarbeit wurde 1914 von Robert Baden-Powell (BP), dem Gründer der Pfadfinderbewegung, entwickelt, da wegen des großen Erfolges von Scouting for Boys und der daraus entstandenen Pfadfinderbewegung zahlreiche jüngere Kinder ebenfalls Mitglied der auf Zwölf- bis Sechzehnjährige ausgerichteten Gruppen werden wollten. Baden-Powell erhielt von seinem Freund Rudyard Kipling die Erlaubnis, dessen Dschungelbücher als Grundlage für die neue Arbeitsmethode zu benutzen. Dabei spielte Vera Barclay eine wichtige Rolle. Die junge Pfadiführerin schrieb nach Notizen BPs und der eigenen Erfahrung die ersten Handbücher: Cubbing - How to Run a Cub Pack (1920), Book of cub games (1920), Character training in the wolf cub pack (1921), Jungle Wisdom - A Book for Cubmasters (1925; dt.: Dschungelweisheit, 1995), Games for camp and club-room (1936).

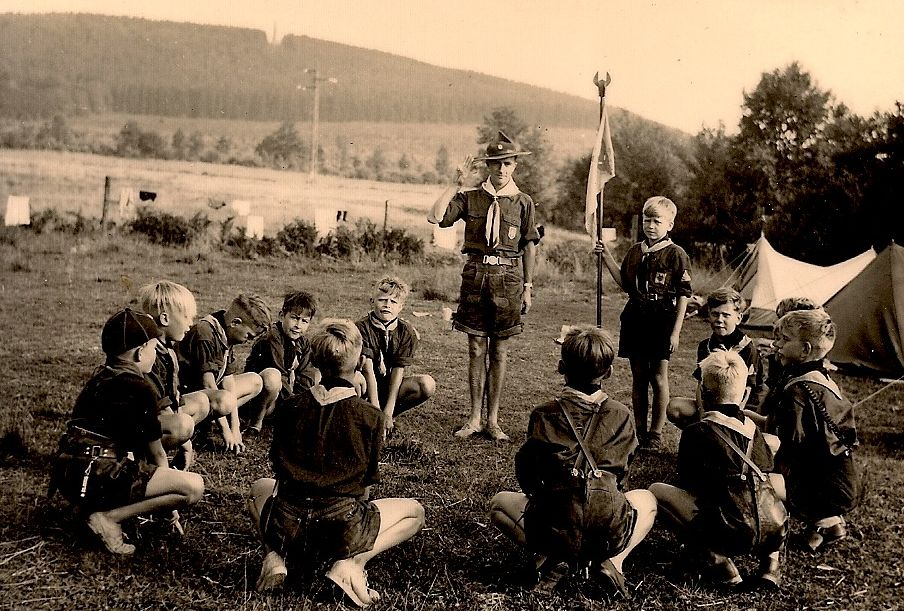
Akela und Wölflinge (Sommerlager des BDP in Littfeld, 1950)

Für die Wahl der Bezeichnung Wölflinge (englisch Wolf Cubs, „Wolfsjunge“) durch Baden-Powell gibt es verschiedene Erklärungsansätze, die sich nicht auf die Dschungelbücher beziehen:
- Die Ndebele hatten Baden-Powell den Namen Impeesa („Der Wolf, der nie schläft“) gegeben.
- „Wolf“ hieß eine Kanone, die in den Eisenbahnwerkstätten von Mafeking produziert wurde.
- „Wolf“ war ein Name, den Indianer ihren besten Pfadfindern gaben. Ein Kind, das noch nicht alt genug ist, ein Pfadfinder oder Wolf zu sein, wäre demnach ein Wolfsjunges oder Wölfling.

Bei der nach dem Vorbild der Pfadfinder 1926 in Italien gegründeten faschistischen Jugendorganisation Balilla hieß die Gruppe der 6- bis 8-Jährigen figli della lupa („Kinder der Wölfin“) in Anspielung auf die Sage von Romulus und Remus.
Im deutschsprachigen Raum führten die meisten Pfadfinderverbände die Wölflingsarbeit erst nach dem Zweiten Weltkrieg ein.

## Wichtel
In Österreich ist die Wichtelgeschichte von Inge Peter die Grundlage für die Mädchenarbeit; Mädchen werden in diesen Verbänden, aber teilweise auch in deutschen, als Wichtel bezeichnet (siehe auch: Brownie (Mythologie)). Diese Wichtelgeschichte handelt von dem Wichtelmädchen Amona (d. h. „Die Liebliche“), welche aufgrund ihrer teilweise gemeinen Streiche ihren Namen verliert und fortan „Puck“ (Bezeichnung für einen Erdgeist) im Waldenland heißen soll. Nachdem sie einige Abenteuer übersteht und dabei ihr gutes Herz beweist, bekommt sie schließlich wieder ihren Namen Amona zurück.

## Bienli
In der Pfadibewegung Schweiz wurden die Mädchen dieser Altersstufe bis 2010 „Bienli“ oder „Beieli“ (Bienchen) genannt. Die Zusammengehörigkeit des Bienenvolkes und der Arbeitsfleiß der Bienen sollte so besonders hervorgehoben werden. Ihr Gruß war ähnlich wie der Wolfsgruß, nur dass dabei die beiden Finger, welche die Ohren symbolisieren, aneinandergehalten werden, um den Zusammenhalt zu zeigen. Seit der Neugestaltung der Altersstufen im Jahr 2010 werden auch die Mädchen als „Wölfe“ bezeichnet. Die Pfadfinder und Pfadfinderinnen Liechtensteins benutzen weiterhin die Bezeichnung „Bienle“ für die jüngsten weiblichen Mitglieder, arbeiten aber ausschließlich mit dem Dschungelbuch.